# Dalen
Dalen este o localitate din comuna Tokke, provincia Telemark, Norvegia, cu o suprafață de 0,69 km² și o populație de 581 locuitori (2013).